# 17e division SS Götz von Berlichingen
La 17e division SS « Götz von Berlichingen » ou la division « Götz von Berlichingen » (appellation allemande complète : la 17. SS-Panzergrenadier-Division « Götz von Berlichingen » ; traduction littérale : la « 17e division SS d'infanterie mécanisée Götz von Berlichingen ») est l'une des 38 divisions de la Waffen-SS durant la Seconde Guerre mondiale.
Son nom vient du chevalier et mercenaire allemand du XVIe siècle Götz von Berlichingen.
Elle a combattu exclusivement sur le front de l'Ouest.

## Création et différentes dénominations
- Novembre 1943 : création[1], en France, de la 17. SS-Panzergrenadier-Division « Götz von Berlichingen » à partir d'éléments nouvellement créés.
- Septembre 1944 : après les durs combats de Normandie, la division est reconstituée en intégrant les SS-Panzergrenadier-Brigade 49 et SS-Panzergrenadier-Brigade 51.

## Théâtres d'opérations
- Juin 1944 : la 17e SS-Panzergrenadier-Division « Götz von Berlichingen » est en France au moment du débarquement des troupes alliées en Normandie[1].
- Juillet 1944 : La division est engagée dans le secteur de Saint-Lô, où elle subit des pertes sévères[1].
- Octobre 1944 : sous les ordres du SS-Brigadeführer Werner Ostendorff, la 17e SS-Panzergrenadier-Division « Götz von Berlichingen » est en Lorraine avec le XIII. SS-Armeekorps de la 1. Armee[1].
- Novembre 1944 : le SS-Panzergrenadier-Regiment 38 est détruit à Metz[1].
- Janvier 1945 : la division, déployée en Sarre, participe  à l'opération Nordwind[1].
- Mars 1945 - avril 1945 : Derniers combats en Franconie où elle est capturée en avril 1945[1].

## Historique

### Création
Le 3 octobre 1943, Adolf Hitler signe un ordre (un Führerbefehl) pour la constitution d'une nouvelle division de Waffen-SS, une Panzer-Grenadier-Division. Elle reçoit le 23 octobre le numéro 17 et le nom d'un célèbre chevalier allemand, Godefroy de Berlichingen, en allemand Götz von Berlichingen, surnommé « à la Main de Fer » (mit der eisernen Hand).
La division est assemblée dans le centre de la France, au sud de la Loire, l'état-major est établi à Thouars. Le commandement provisoire est assuré par l’Obersturmbannführer Otto Binge avant d'être remis à l’Oberführer Werner Ostendorff. La force principale de la division est composée des deux régiments d'infanterie 37 et 38 avec l’Obersturmbannführer Fick à la tête du premier et le Sturmbannführer Horstmann pour le second. Le régiment d'artillerie se trouve sous les ordres de Binge et le Hauptsturmführer Holzapfel commande le groupe de reconnaissance de la division.
Le 10 avril 1944, la division est officiellement opérationnelle bien que souffrant d'une pénurie de cadres et de matériels. Le Reichsführer-SS Heinrich Himmler, accompagné de Sepp Dietrich, fait un discours aux hommes de la division dans le but de les exhorter à la tâche qui leur revient. Les Waffen-SS de l'unité ont reçu le droit de porter une bande bras avec comme inscription le patronyme de l'unité, ce dès le 22 octobre 1943, mais elle n'est remise qu'à partir du 10 avril 1944.

### Bataille de Normandie
Le 6 juin 1944, l'unité reçoit l'ordre de se rendre en Normandie afin de contrer le débarquement allié. La forte activité de l'aviation alliée ralentissant fortement la progression de la division, celle-ci n'atteint ses positions que le 9 juin.
Les SS sont alors engagés sur le secteur de Carentan aux côtés des Fallschirmjäger (chasseurs-parachutistes) du colonel Baron von der Heydte sans réussir à repousser les Américains à la mer, et doivent abandonner la ville le 13 juin, après d'âpres combats.
Le 15 juin, le commandant de la division Werner Ostendorff est grièvement blessé lors d'une inspection de la ligne de front pendant un échange de tir. Otto Binge reprend le commandement avant d'être remplacé par le Standartenführer Otto Baum, un ancien de la 3e division SS « Totenkopf ». Les combats se déroulent dans le bocage normand où les SS tentent sans succès de contrer l'avancée des alliés. La bataille de Saint-Lô, meurtrière pour les deux camps, voit la destruction d'une grande partie du matériel blindé de la division. Une compagnie école est créée pour pallier le manque de sous-officiers ; elle doit servir de force rapide d'intervention en étant équipée des restes des véhicules blindés de la division sous le commandement de l'Obersturmführer Bruno Hinz, vétéran du front de l'Est où il a combattu avec la 5e division SS « Wiking » et qui dirigeait jusqu'alors le IIIe bataillon du 38e régiment de la Götz von Berlichingen.
Malgré de lourdes pertes, la division est regroupée pour l'opération Lüttich à Mortain afin de couper les approvisionnements de Patton qui menace la Bretagne. L'opération tourne au fiasco et les divisions engagées se trouvent encerclées dans la poche de Falaise. Bon nombre de soldats SS réussiront à échapper à l'encerclement mais sont contraints d'abandonner l'essentiel de leur équipement lourd.

### Massacre de Maillé
Une unité de la 17e division SS est aujourd'hui fortement soupçonnée par la justice allemande d'être (avec des éléments de la Wehrmacht) à l'origine du massacre de 124 habitants du village de Maillé, en Indre-et-Loire, le 25 août 1944.
L'historien Peter Lieb estime qu'il est très probable que les responsables soient des hommes du Feld-Erstatz-Bataillon (bataillon de réserve) de la 17e division SS « Götz von Berlichingen », cantonnée à Châtellerault. 

### Retraite vers l'Alsace-Lorraine
Contrainte à la défensive, la division Götz von Berlichingen se replie vers l'Est en menant des combats de retardement, effectués notamment par la compagnie de Bruno Hinz (en)[réf. nécessaire]. Au cours de ce repli, elle participe activement à la Bataille de Metz en septembre 1944.
Le 7 septembre 1944, l'Oberst Kurt von Einem, chef d’état-major du 13e SS-Armeekorps, reçoit l’ordre de tenir à tout prix les positions entre Thionville et Arry au sud de Metz, dans la vallée de la Moselle. Bien que la ligne de front fasse plus de 60 km, les combats se concentrent surtout au sud de Metz, entre la Moselle et son affluent la Seille. Alors que la plupart des panzers de la Götz von Berlichingen se replient vers la Sarre et le Palatinat, le 37e SS Panzer Grenadier Regiment de la division est engagé dans la bataille de Metz le 8 septembre 1944, à la demande pressante du Generalleutnant Krause, Commandant de la place forte de Metz. Entrant immédiatement dans le feu de l'action au sud de Metz, dans le secteur de Corny, le 37e SS PanzerGrenadier Regiment doit neutraliser une tête de pont établie par la 5e division d’infanterie de la IIIe armée du général Patton sur la rive est de la Moselle. Les combats sont sans pitié et les troupes, tant américaines qu’allemandes, ne font pas de prisonniers. Des éléments du 37e Panzer Grenadier Regiment prennent position dans la Feste Haeseler, un groupe fortifié de la rive est, face à Dornot, alors que le gros des troupes est engagé aux côtés des 8e Panzer-Grenadier-Regiment et 103e Panzer-Abteilung de la 3. Panzergrenadier-Division, et du 115e Panzer-Grenadier-Regiment de la 15e Panzerdivision, soutenu par le bataillon Vogt de la 462e Infanterie-Division. Les combats se poursuivent ensuite à la hauteur d'Arnaville, avec la même violence, jusqu'au 23 septembre 1944. Pour distinguer les combattants allemands ayant participé à la bataille de Metz entre le 27 août et le 25 septembre 1944, Hitler créa l'Ärmelband « Metz 1944 » le 24 octobre 1944.

### Offensive Nordwind
En décembre 1944, l'opération Wacht am Rhein s'enlisant dans les Ardennes, Hitler décide de lancer une nouvelle offensive en Alsace, l'opération Nordwind.
L'offensive débuta le 31 décembre 1944, vers 23 h 30, sans préparation d'artillerie pour ménager l'effet de surprise, dans la nuit du nouvel an 1945.
Vêtues d'uniformes de camouflage blancs, 5 compagnies de la 17e Panzer grenadier division SS Götz von Berlichingen se lancent à l'assaut des bataillons de première ligne du 71e régiment d'infanterie américain (en) installés dans les bois, dans le secteur de Rimling. Les soldats américains reçoivent, avec surprise, le choc qui s'effectue par vagues successives. Après avoir reçu des renforts et secondés par les tirs d'artillerie et de mortier, ils accentuent rapidement leur résistance. Les assaillants sont décimés mais les combats font rage et les Allemands finissent par prendre de flanc une compagnie américaine, obligeant le reste des forces de première ligne à battre en retraite. Toutefois le 1er janvier 1945 à partir de 2 h 30 du matin, l'offensive allemande ne progressa plus que très lentement. 
Après l'échec de cette offensive, l’armée allemande se replie derrière la ligne Siegfried et lutte pour la défense de la Sarre.

### Dernier combat en Allemagne
Au cours du mois d'avril 1945, la division, regroupée après sa retraite, est affectée à la défense de la ville de Nuremberg, symbole d'importance pour le parti nazi. Après de rudes combats, les derniers soldats de la division se rendent le 8 mai 1945 aux forces américaines, la division n'existant pratiquement plus que sur le papier.

## Liste des commandants successifs
| Début            | Fin              | Grade               | Nom                   |
| ---------------- | ---------------- | ------------------- | --------------------- |
| Octobre 1943     | Janvier 1944     | Obersturmbannführer | Otto Binge            |
| Janvier          | 15 juin 1944     | Oberführer          | Werner Ostendorff     |
| 16 juin          | 18 juin 1944     | Obersturmbannführer | Otto Binge            |
| 18 juin          | 1er août 1944    | Standartenführer    | Otto Baum             |
| 1er août         | 29 août 1944     | Standartenführer    | Otto Binge            |
| 30 août          | Septembre 1944   | Oberführer          | Dr Eduard Deisenhofer |
| Septembre        | Septembre 1944   | Standartenführer    | Thomas Müller (en)    |
| Septembre        | Octobre 1944     | Standartenführer    | Gustav Mertsch        |
| 21 octobre       | 15 novembre 1944 | Gruppenführer       | Werner Ostendorff     |
| 15 novembre 1944 | 9 janvier 1945   | Standartenführer    | Hans Lingner          |
| 9 janvier        | 21 janvier 1945  | Oberst              | Gerhard Lindner       |
| 21 janvier       | 22 mars 1945     | Standartenführer    | Fritz Klingenberg     |
| 22 mars          | 24 mars 1945     | Obersturmbannführer | Vinzenz Kaiser (en)   |
| 24 mars          | 27 mars 1945     | Standartenführer    | Jakob Fick (en)       |
| 27 mars          | 8 mai 1945       | Oberführer          | Georg Bochmann        |

N.B. : L’Oberst Gerhard Lindner n'était pas membre de la Waffen-SS mais faisait partie de l'armée de terre régulière, la Heer (Wehrmacht), ce que sous-entend le grade qu'il porte.

## Ordre de bataille
En novembre 1943 :
- SS-Panzergrenadier Regiment 37
- SS-Panzergrenadier Regiment 38
- SS-Panzer-Aufklärungs-Abteilung 17 (reconnaissance)
- SS-Sturmgeschütz-Abteilung 17 (canons automoteur)
- SS-Panzerjäger Abteilung 17 (chasseur de chars)
- SS-Pionier-Bataillon 17
- SS-Artillerie Regiment 17
- SS-Flak-Abteilung 17

Date ? :
- SS-Panzergrenadier Regiment 37
- SS-Panzergrenadier Regiment 38
- SS-Artillerie Regiment 17
- SS-Panzerjäger Abteilung 17 (chasseur de chars)
- SS-Panzer-Abteilung 17
- SS-Sturmgeschütz-Abteilung 17 (canons automoteur)
- SS-Flak-Abteilung 17
- SS-Nachrichten-Abteilung 17
- SS-Panzer-Aufklärungs-Abteilung 17 (reconnaissance)
- SS-Pionier-Bataillon 17
- SS-Divisions-Nachschubtruppen 17
- SS-Panzer-Instandsetzungs-Abteilung 17
- SS-Wirtschafts-Bataillon 17
- SS-Sanitäts-Abteilung 17
- SS-Feldpostamt 17
- SS-Kriegsberichter-Zug 17
- SS-Feldgendarmerie-Kompanie 17
- SS-Feldersatz-Bataillon 17